# The Infinite Steve Vai: An Anthology
The Infinite Steve Vai: An Anthology é compilação do álbum de Steve Vai que foi lançado em 2003 com o selo 	Epic/Legacy. Esses disco duplo compila a carreira solo inteira de Steve Vai, apresentando as melhores faixas da maioria dos seus álbuns, incluindo Fire Garden, Passion and Warfare, Alien Love Secrets e The Ultra Zone. Há ainda uma música gravada na época que o guitarrista fazia parte do Whitesnake ("Kittens Got Claws") e mais uma outra da época do Alcatrazz ("Lighter Shade of Green"). As músicas não aparecem em ordem cronológica em relação a carreira de Vai.
Em março de 2011, este álbum foi relançado pela Sony BMG com o título de "The Essential Steve Vai".

## Faixas
Todas as músicas foram escritas por Steve Vai exceto onde indicado.

### Disco Um
1. "Liberty" – 2:04
2. "Die to Live" – 3:53
3. "The Attitude Song" – 3:22
4. "Salamanders in the Sun" – 2:25
5. "The Animal" – 4:02
6. "The Riddle" – 6:26
7. "For the Love of God" – 6:03
8. "Bangkok" (Björn Ulvaeus, Tim Rice) – 2:46
9. Fire Garden Suite: 9:56
— Bull Whip
— Pusa Road
— Angel Food
— Taurus Bulba
10. "Ya-Yo Gakk" – 2:54
11. "Blue Powder" – 4:44
12. "Bad Horsie" – 5:52
13. "Tender Surrender" – 5:05
14. "All About Eve" – 4:38
15. "Dyin' Day" – 4:29
16. "The Blood & Tears" – 4:25
17. "The Silent Within" – 5:00

### Disco dois
1. "Feathers" – 5:11
2. "Frank" – 5:08
3. "Boston Rain Melody" – 4:39
4. "Kittens Got Claws" (David Coverdale, Adrian Vandenberg) – 4:59
5. "Lighter Shade of Green" – 0:47
6. "Giant Balls of Gold" – 4:45
7. "Whispering a Prayer" – 8:47
8. "Jibboom" – 3:45
9. "Windows to the Soul" – 6:26
10. "Brandos Costumes (Gentle Ways)" – 6:05
11. "The Reaper" – 3:26 (de Bill & Ted's Bogus Journey)
12. "Christmas Time Is Here" (Vince Guaraldi, Lee Mendelson) – 4:21
13. "Essence" – 5:51
14. "Rescue Me or Bury Me" – 8:26
15. "Burnin' Down the Mountain" – 4:21

## Prêmios e Indicações
| Ano  | Canção              | Prêmio        | Indicação                          | Resultado |
| ---- | ------------------- | ------------- | ---------------------------------- | --------- |
| 1995 | Tender Surrender    | Grammy Awards | Best Rock Instrumental Performance | Indicado  |
| 1999 | Windows to The Soul | Grammy Awards | Best Rock Instrumental Performance | Indicado  |
| 2001 | Whispering a Prayer | Grammy Awards | Best Rock Instrumental Performance | Indicado  |